# Lista ministerelor României
Lista ministerelor în ordine alfabetică

## Actualul cabinet
Guvernul Ilie Bolojan
1. Ministerul Afacerilor Externe
2. Ministerul Afacerilor Interne
3. Ministerul Agriculturii și Dezvoltării Rurale
4. Ministerul Apărării Naționale
5. Ministerul Culturii
6. Ministerul Dezvoltării, Lucrărilor Publice și Administrației
7. Ministerul Economiei, Digitalizării, Antreprenoriatului și Turismului
8. Ministerul Educației și Cercetării
9. Ministerul Energiei
10. Ministerul Finanțelor
11. Ministerul Investițiilor și Proiectelor Europene
12. Ministerul Justiției
13. Ministerul Mediului, Apelor și Pădurilor
14. Ministerul Muncii, Familiei, Tineretului și Solidarității Sociale
15. Ministerul Sănătății
16. Ministerul Transporturilor și Infrastructurii

## Domnitorul Alexandru Ioan Cuza

### Cabinetul Barbu Catargiu
8 ministere
- Ministerul Controlului
- Ministerul Cultelor
- Ministerul de Externe
- Ministerul de Interne
- Ministerul de Război
- Ministerul Finanțelor
- Ministerul Justiției
- Ministerul Lucrărilor Publice

### Cabinetul Nicolae Kretzulescu I
8 ministere
- Ministerul Controlului
- Ministerul Cultelor (comasat cu Ministerul Justiției)
- Ministerul de Externe
- Ministerul de Interne (redenumit în Ministerul de Interne, Agricultură și Lucrări Publice)
- Ministerul de Război
- Ministerul Finanțelor
- Ministerul Justiției (comasat cu Ministerul Cultelor)
- Ministerul Lucrărilor Publice (desființat)

### Cabinetul Mihail Kogălniceanu I
6 ministere
- Ministerul Controlului
- Ministerul de Externe
- Ministerul de Interne, Agricultură și Lucrări Publice
- Ministerul de Război
- Ministerul Finanțelor
- Ministerul Justiției și Cultelor

### Cabinetul Constantin Bosianu
6 ministere
- Ministerul Controlului
- Ministerul de Externe
- Ministerul de Interne, Agricultură și Lucrări Publice
- Ministerul de Război
- Ministerul Finanțelor
- Ministerul Justiției și Cultelor

### Cabinetul Nicolae Kretzulescu II
6 ministere
- Ministerul Controlului (desființat)
- Ministerul de Externe
- Ministerul de Interne, Agricultură și Lucrări Publice
- Ministerul de Război
- Ministerul Finanțelor
- Ministerul Justiției și Cultelor (divizat în Ministerul Justiției și Ministerul Cultelor)

### Cabinetul Ion Ghica I
7 ministere
- Ministerul Cultelor (redenumit în Ministerul Cultelor și al Instrucțiunii Publice)
- Ministerul de Externe
- Ministerul de Interne
- Ministerul de Război
- Ministerul Finanțelor
- Ministerul Justiției
- Ministerul Lucrărilor Publice (reînființat)

## Domnitorul Carol I

### Cabinetul Lascăr Catargiu I
7 ministere
- Ministerul Cultelor și al Instrucțiunii Publice (redenumit în Ministerul Cultelor)
- Ministerul de Externe
- Ministerul de Interne
- Ministerul de Război
- Ministerul Finanțelor
- Ministerul Justiției
- Ministerul Lucrărilor Publice

### Cabinetul Ion Ghica II
7 ministere
- Ministerul Cultelor
- Ministerul de Externe
- Ministerul de Interne
- Ministerul de Război
- Ministerul Finanțelor
- Ministerul Justiției
- Ministerul Lucrărilor Publice

### Cabinetul Constantin Kretzulescu
7 ministere
- Ministerul Cultelor
- Ministerul de Externe
- Ministerul de Interne
- Ministerul de Război
- Ministerul Finanțelor
- Ministerul Justiției
- Ministerul Lucrărilor Publice

### Cabinetul Ștefan Golescu
7 ministere
- Ministerul Cultelor (redenumit în Ministerul Cultelor și al Instrucțiunii Publice)
- Ministerul de Externe
- Ministerul de Interne
- Ministerul de Război
- Ministerul Finanțelor
- Ministerul Justiției
- Ministerul Lucrărilor Publice

### Cabinetul Nicolae Golescu
7 ministere
- Ministerul Cultelor și al Instrucțiunii Publice
- Ministerul de Externe
- Ministerul de Interne
- Ministerul de Război
- Ministerul Finanțelor
- Ministerul Justiției
- Ministerul Lucrărilor Publice

### Cabinetul Ion C. Brătianu I
7 ministere
- Ministerul Cultelor și al Instrucțiunii Publice
- Ministerul de Externe
- Ministerul de Interne
- Ministerul de Război
- Ministerul Finanțelor
- Ministerul Justiției
- Ministerul Lucrărilor Publice

## Regele Carol I

### Cabinetul Ion C. Brătianu IV
8 ministere
- Ministerul Cultelor și al Instrucțiunii Publice
- Ministerul de Externe
- Ministerul de Interne
- Ministerul de Război
- Ministerul Finanțelor
- Ministerul Justiției
- Ministerul Lucrărilor Publice
- Ministerul Agriculturii, Domeniilor, Industriei și Comerțului (înființat)

### Cabinetul Ion I. C. Brătianu I
9 ministere
- Ministerul de Interne
- Ministerul de Externe
- Ministerul de Război
- Ministerul Finanțelor
- Ministerul Justiției
- Ministerul Cultelor și Instrucțiunii Publice
- Ministerul Lucrărilor Publice
- Ministerul Industriei și Comerțului
- Ministerul Agriculturii și Domeniilor

## Regele Ferdinand I

### Cabinetul Alexandru Averescu
10 ministere
- Ministerul de Interne
- Ministerul de Externe
- Ministerul de Război
- Ministerul Finanțelor
- Ministerul Justiției
- Ministerul Cultelor și Instrucțiunii Publice
- Ministerul Materialelor de Război
- Ministerul Lucrărilor Publice
- Ministerul Industriei și Comerțului
- Ministerul Agriculturii și Domeniilor

### Cabinetul Ion I. C. Brătianu IV
- Ministerul de Interne
- Ministerul de Externe
- Ministerul Finanțelor
- Ministerul Justiției
- Minsiterul Cultelor și Instrucțiunii Publice
- Ministerul de Război
- Minsiterul Materialelor de Război (înființat)
- Ministerul Lucrărilor Publice
- Ministerul Agriculturii și Domeniilor

## Regele Mihai I

### Cabinetul Ion Antonescu I
13 ministere
- Ministerul Afacerilor Străine
- Ministerul de Interne
- Ministerul Justiției
- Ministerul Apărării Naționale
- Ministerul Economiei Naționale
- Ministerul Finanțelor
- Ministerul Agriculturii și Domeniilor
- Ministerul Lucrărilor Publice și Comunicațiilor
- Ministerul Muncii
- Ministerul Sănătății și Ocrotirii Sociale
- Ministerul Educației Naționale
- Ministerul Cultelor și Artelor
- Ministerul Propagandei Naționale

## Președintele Constantin Ion Parhon

### Cabinetul Petru Groza III
17 ministere
- Ministerul de Interne
- Ministerul de Externe
- Ministerul Justiției
- Ministerul Apărării Naționale
- Ministerul Finanțelor
- Ministerul Agriculturii și Domeniilor
- Ministerul Industriei și Comerțului
- Ministerul Minelor și Petrolului
- Ministerul Comunicațiilor
- Ministerul Lucrărilor Publice
- Ministerul Cooperației
- Ministerul Muncii și Asigurărilor Sociale
- Ministerul Sănătății
- Ministerul Educației Naționale
- Ministerul Informațiilor
- Ministerul Cultelor
- Ministerul Artelor

## Președintele Nicolae Ceaușescu

### Cabinetul Ion Gheorghe Maurer IV
25 ministere
- Ministerul de Interne
- Ministerul de Externe
- Ministerul Justiției
- Ministerul Forțelor Armate
- Ministerul Finanțelor
- Ministerul Industriei Metalurgice
- Ministerul Industriei Chimice
- Ministerul Industriei Petrolului
- Ministerul Minelor
- Ministerul Energiei Electrice
- Ministerul Industriei Construcțiilor
- Ministerul Construcțiilor de Mașini
- Ministerul Construcțiilor pentru Industria Chimică și Rafinării
- Ministerul Industriei Ușoare
- Ministerul Economiei Forestiere
- Ministerul Industriei Alimentare
- Ministerul Comerțului Interior
- Ministerul Comerțului Exterior
- Ministerul Căilor Ferate
- Ministerul Transporturilor Auto, Navale și Aeriene
- Ministerul Poștelor și Telecomunicațiilor
- Ministerul Sănătății
- Ministerul Muncii
- Ministerul pentru Problemele Tineretului
- Ministerul Învățământului

### Cabinetul Constantin Dăscălescu II
30 ministere
- Ministerul de Interne
- Ministerul de Externe
- Ministerul Justiției
- Ministerul Apărării Naționale
- Ministerul Finanțelor
- Ministerul Industriei Metalurgice
- Ministerul Industriei Chimice
- Ministerul Industriei Petrochimice
- Ministerul Minelor (desființat)
- Ministerul Minelor, Petrolului și Geologiei (desființat)
- Ministerul Energiei Electrice
- Ministerul Industrializării Lemnului și Materialelor de Construcții
- Ministerul Construcțiilor Industriale
- Ministerul Industriei Construcțiilor de Mașini
- Ministerul Industriei de Utilaj Greu (desființat)
- Ministerul Industriei Electrotehnice
- Ministerul Industriei Ușoare
- Ministerul Agriculturii și Industriei Alimentare (redenumit în Ministerul Agriculturii)
- Ministerul Silviculturii
- Ministerul Industriei Alimentare și al Achiziționării Produselor Agricole (redenumit în Ministerul Industriei Alimentare)
- Ministerul Contractării și Achiziționării Produselor Agricole
- Ministerul Comerțului Interior
- Ministerul Comerțului Exterior și Cooperării Economice Internaționale
- Ministerul Aprovizionării Tehnico-Materiale și Controlului Gospodăririi Fondurilor Fixe (desființat)
- Ministerul Transporturilor și Telecomunicațiilor
- Ministerul Turismului
- Ministerul Sănătății
- Ministerul Muncii
- Ministerul Educației și Învățământului
- Ministerul pentru Problemele Tineretului

## Președintele Ion Iliescu

### Cabinetul Petre Roman I
27 ministere
- Ministerul Afacerilor Externe
- Ministerul Agriculturii și Industriei Alimentare (redenumit în Ministerul Agriculturii și Alimentației)
- Ministerul Apărării Naționale
- Ministerul Apelor, Pădurilor și Mediului Înconjurător (redenumit în Ministerul Mediului)
- Ministerul Comerțului Exterior (redenumit în Ministerul Comerțului și Turismului)
- Ministerul Construcțiilor (desființat)
- Ministerul Cultelor (desființat)
- Ministerul Culturii
- Ministerul de Interne
- Ministerul Economiei Naționale (redenumit în Ministerul Finanțelor)
- Ministerul Geologiei (desființat)
- Ministerul Industriei Chimice și Petrochimice (desființat)
- Ministerul Industriei Construcțiilor de Mașini (desființat)
- Ministerul Industriei Electrotehnicii, Electronicii și Informaticii (desființat)
- Ministerul Industriei Lemnului (desființat)
- Ministerul Industriei Metalurgice (desființat)
- Ministerul Industriei Ușoare (desființat)
- Ministerul Învățământului (redenumit în Ministerul Învățământului și Științei)
- Ministerul Justiției
- Ministerul Minelor (desființat)
- Ministerul Muncii și Ocrotirilor Sociale (redenumit în Ministerul Muncii și Protecției Sociale)
- Ministerul Petrolului (desființat)
- Ministerul Poștelor și Telecomunicațiilor (desființat)
- Ministerul Sănătății
- Ministerul Sportului
- Ministerul Transporturilor (redenumit în Ministerul Lucrărilor Publice, Transporturilor și Amenajării Teritoriului)
- Ministerul Turismului (desființat)

### Cabinetul Petre Roman II
16 ministere
- Ministerul Afacerilor Externe
- Ministerul Agriculturii și Alimentației (redenumit în Ministerul Agriculturii și Industriei Alimentare)
- Ministerul Apărării Naționale
- Ministerul Comerțului și Turismului
- Ministerul Comunicațiilor
- Ministerul Culturii
- Ministerul de Interne
- Ministerul Finanțelor (redenumit în Ministerul Economiei și Finanțelor)
- Ministerul Învățământului și Științei
- Ministerul Justiției
- Ministerul Lucrărilor Publice, Transporturilor și Amenajării Teritoriului (redenumit în Ministerul Lucrărilor Publice și Amenajării Teritoriului)
- Ministerul Mediului
- Ministerul Muncii și Protecției Sociale
- Ministerul Resurselor și Industriei (creat și redenumit în Ministerul Industriei)
- Ministerul Sănătății
- Ministerul Tineretului și Sportului (creat)

### Cabinetul Petre Roman III
17 ministere
- Ministerul Afacerilor Externe
- Ministerul Agriculturii și Industriei Alimentare
- Ministerul Apărării Naționale
- Ministerul Comerțului și Turismului
- Ministerul Comunicațiilor
- Ministerul Culturii
- Ministerul de Interne
- Ministerul Economiei și Finanțelor
- Ministerul Industriei
- Ministerul Învățământului și Științei
- Ministerul Justiției
- Ministerul Lucrărilor Publice și Amenajării Teritoriului
- Ministerul Mediului
- Ministerul Muncii și Protecției Sociale
- Ministerul Sănătății
- Ministerul Tineretului și Sportului
- Ministerul Transporturilor (creat)

### Cabinetul Theodor Stolojan
18 ministere
- Ministerul Afacerilor Externe
- Ministerul Agriculturii și Alimentației
- Ministerul Apărării Naționale
- Ministerul Comerțului și Turismului
- Ministerul Comunicațiilor
- Ministerul Culturii
- Ministerul de Interne
- Ministerul Economiei și Finanțelor
- Ministerul Industriei
- Ministerul Învățământului și Științei
- Ministerul Justiției
- Ministerul Lucrărilor Publice și Amenajării Teritoriului
- Ministerul Mediului
- Ministerul Muncii și Protecției Sociale
- Ministerul pentru Relația cu Parlamentul
- Ministerul Sănătății
- Ministerul Transporturilor
- Ministrul Tineretului și Sportului

### Cabinetul Nicolae Văcăroiu
19 ministere
- Ministerul Agriculturii și Alimentației
- Ministerul Apărării Naționale
- Ministerul Apelor, Pădurilor și Protecției Mediului
- Ministerul Cercetării și Tehnologiei
- Ministerul Comerțului (desființat)
- Ministerul Comunicațiilor (desființat)
- Ministerul Culturii
- Ministerul de Externe (redenumit în Ministerul Afacerilor Externe)
- Ministerul de Interne
- Ministerul Finanțelor
- Ministerul Industriilor (redenumit în Ministerul Industriei și Comerțului)
- Ministerul Învățământului
- Ministerul Justiției
- Ministerul Lucrărilor Publice și Amenajării Teritoriului
- Ministerul Muncii și Protecției Sociale
- Ministerul Sănătății
- Ministerul Tineretului și Sportului
- Ministerul Transporturilor
- Ministerul Turismului (desființat)

## Președintele Emil Constantinescu

### Cabinetul Victor Ciorbea
18 ministere
- Ministerul Afacerilor Externe
- Ministerul Agriculturii și Alimentației
- Ministerul Apărării Naționale
- Ministerul Apelor, Pădurilor și Mediului Înconjurător
- Ministerul Cercetării și Tehnologiei
- Ministerul Culturii
- Ministerul de Interne
- Ministerul Finanțelor
- Ministerul Industriei și Comerțului
- Ministerul Învățământului (redenumit în Ministerul Educației Naționale)
- Ministerul Justiției
- Ministerul Lucrărilor Publice și Amenajării Teritoriului
- Ministerul Muncii și Protecției Sociale
- Ministerul Privatizării (creat)
- Ministerul Reformei (creat)
- Ministerul Sănătății
- Ministerul Tineretului și Sportului
- Ministerul Transporturilor

### Cabinetul Radu Vasile
20 ministere
- Ministerul Afacerilor Externe
- Ministerul Agriculturii și Alimentației
- Ministerul Apărării Naționale
- Ministerul Apelor, Pădurilor și Protecției Mediului
- Ministerul Cercetării și Tehnologiei (desființat)
- Ministerul Comunicațiilor (recreat și ulterior desființat)
- Ministerul Culturii
- Ministerul de Interne
- Ministerul Educației Naționale
- Ministerul Finanțelor
- Ministerul Industriei și Comerțului
- Ministerul Justiției
- Ministerul Lucrărilor Publice și Amenajării Teritoriului
- Ministerul Muncii și Protecției Sociale
- Ministerul Privatizării (desființat)
- Ministerul Reformei (desființat)
- Ministerul Sănătății
- Ministerul Tineretului și Sportului
- Ministerul Transporturilor
- Ministerul Turismului (desființat)

### Cabinetul Mugur Isărescu
15 ministere
- Ministerul Afacerilor Externe
- Ministerul Agriculturii și Alimentației
- Ministerul Apărării Naționale
- Ministerul Apelor, Pădurilor și Protecției Mediului
- Ministerul Culturii
- Ministerul de Interne
- Ministerul Educației Naționale
- Ministerul Finanțelor
- Ministerul Industriei și Comerțului
- Ministerul Justiției
- Ministerul Lucrărilor Publice și Amenajării Teritoriului
- Ministerul Muncii și Protecției Sociale
- Ministerul Sănătății
- Ministerul Tineretului și Sportului
- Ministerul Transporturilor

## Președintele Ion Iliescu

### Cabinetul Adrian Năstase
17 ministere
- Ministerul Administrației Publice
- Ministerul Afacerilor Externe
- Ministerul Agriculturii, Alimentației și Pădurilor
- Ministerul Apărării Naționale
- Ministerul Apelor și Protecției Mediului
- Ministerul Comunicațiilor și Tehnologiei Informației
- Ministerul Culturii și Cultelor
- Ministerul de Interne
- Ministerul Finanțelor Publice
- Ministerul Industriei și Resurselor
- Ministerul Informațiilor Publice
- Ministerul Integrării Europene
- Ministerul Justiției
- Ministerul Lucrărilor Publice, Transporturilor și Locuinței
- Ministerul Muncii și Solidarității Sociale
- Ministerul pentru Întreprinderile Mici și Mijlocii și Cooperație
- Ministerul Sănătății și Familiei

## Președintele Traian Băsescu

### Cabinetul Boc I
18 ministere:
- Ministerul Administrației și Internelor
- Ministerul Afacerilor Externe
- Ministerul Agriculturii, Pădurilor și Dezvoltării Rurale (redenumit în Ministerul Agriculturii)
- Ministerul Apărării Naționale
- Ministerul Comunicațiilor și al Societății Informaționale
- Ministerul Culturii, Cultelor și Patrimoniului Național (redenumit în Ministerul Culturii)
- Ministerul Dezvoltării Regionale și Locuinței (redenumit în Ministerul Dezvoltării Regionale și Turismului)
- Ministerul Economiei (redenumit)
- Ministerul Educației, Cercetării și Inovării
- Ministerul Finanțelor Publice
- Ministerul Justiției și Libertatii cetățenești (redenumit în Ministerul Justiției)
- Ministerul Muncii, Familiei și Protecției Sociale (redenumit în Ministerul Muncii)
- Ministerul Mediului
- Ministerul pentru Întreprinderi Mici și Mijlocii, al Comerțului și al Mediul de Afaceri (desființat)
- Ministerul Sănătății Publice
- Ministerul Tineretului și Sportului (desființat)
- Ministerul Transporturilor și Infrastructurii
- Ministerul Turismului (desființat)

### Cabinetul Boc II
16 ministere:
- Ministerul Administrației și Internelor
- Ministerul Afacerilor Externe
- Ministerul Afacerilor Europene
- Ministerul Agriculturii
- Ministerul Apărării Naționale
- Ministerul Comunicațiilor și al Societății Informaționale
- Ministerul Culturii
- Ministerul Dezvoltării Regionale și Turismului
- Ministerul Economiei și Comerțului
- Ministerul Educației, Cercetării și Inovării (redenumit în Ministerul Educației, Cercetării, Tineretului și Sportului)
- Ministerul Finanțelor Publice
- Ministerul de Justiție
- Ministerul Mediului
- Ministerul Muncii
- Ministerul Sănătății Publice
- Ministerul Transporturilor și Infrastructurii

### Cabinetul Ungureanu
16 ministere:
- Ministerul Administrației și Internelor
- Ministerul Afacerilor Externe
- Ministerul Afacerilor Europene
- Ministerul Agriculturii
- Ministerul Apărării Naționale
- Ministerul Comunicațiilor și al Societății Informaționale
- Ministerul Culturii
- Ministerul Dezvoltării Regionale și Turismului
- Ministerul Economiei și Comerțului
- Ministerul Educației, Cercetării, Tineretului și Sportului
- Ministerul Finanțelor Publice
- Ministerul Justiției
- Ministerul Mediului
- Ministerul Muncii
- Ministerul Sănătății Publice
- Ministerul Transporturilor și Infrastructurii

## Președintele Klaus Iohannis

### Cabinetul Victor Ponta IV
17 ministere
- Ministerul Afacerilor Externe
- Ministerul Afacerilor Interne
- Ministerul Agriculturii și Dezvoltării Rurale
- Ministerul Apărării Naționale
- Ministerul Culturii
- Ministerul Dezvoltării Regionale și Administrației Publice
- Ministerul Economiei
- Ministerul Educației și Cercetării Științifice
- Ministerul Finanțelor Publice
- Ministerul Fondurilor Europene
- Ministerul Justiției
- Ministerul Mediului și Schimbărilor Climatice
- Ministerul Muncii, Familiei, Protecției Sociale și Persoanelor Vârstnice
- Ministerul pentru Societatea Informațională
- Ministerul Sănătății
- Ministerul Tineretului și Sportului
- Ministerul Transportului și Infrastructurii

### Cabinetul Dacian Cioloș
18 ministere
- Ministerul Afacerilor Externe
- Ministerul Afacerilor Interne
- Ministerul Agriculturii și Dezvoltării Rurale
- Ministerul Apărării Naționale
- Ministerul Culturii
- Ministerul Dezvoltării Regionale și Administrației Publice
- Ministerul Economiei
- Ministerul Educației și Cercetării Științifice
- Ministerul Energiei (creat)
- Ministerul Finanțelor Publice
- Ministerul Fondurilor Europene
- Ministerul Justiției
- Ministerul Mediului și Schimbărilor Climatice
- Ministerul Muncii, Familiei, Protecției Sociale și Persoanelor Vârstnice (redenumit în Ministerul Muncii și Justiției Sociale)
- Ministerul pentru Societatea Informațională
- Ministerul Sănătății
- Ministerul Tineretului și Sportului
- Ministerul Transportului și Infrastructurii

### Cabinetul Sorin Grindeanu
22 ministere
- Ministerul Afacerilor Externe
- Ministerul Afacerilor Interne
- Ministerul Agriculturii și Dezvoltării Rurale
- Ministerul Apărării Naționale
- Ministerul Apelor și Pădurilor (creat)
- Ministerul Cercetării și Inovării (creat)
- Ministerul Comunicațiilor și Societății Informaționale
- Ministerul Culturii
- Ministerul Dezvoltării Regionale și Administrației Publice
- Ministerul Economiei
- Ministerul Educației și Cercetării Științifice
- Ministerul Energiei
- Ministerul Finanțelor Publice
- Ministerul Fondurilor Europene
- Ministerul Justiției
- Ministerul Mediului și Schimbărilor Climatice
- Ministerul Muncii și Justiției Sociale
- Ministerul pentru Mediul de Afaceri, Comerț și Antreprenoriat (creat)
- Ministerul Sănătății
- Ministerul Tineretului și Sportului
- Ministerul Transportului și Infrastructurii
- Ministerul Turismului (creat)

### Cabinetul Mihai Tudose
22 ministere
- Ministerul Afacerilor Externe
- Ministerul Afacerilor Interne
- Ministerul Agriculturii și Dezvoltării Rurale
- Ministerul Apărării Naționale
- Ministerul Apelor și Pădurilor
- Ministerul Cercetării și Inovării
- Ministerul Culturii (redenumit în Ministerul Culturii și Identității Naționale)
- Ministerul Comunicațiilor și Societății Informaționale (desființat)
- Ministerul Dezvoltării Regionale și Administrației Publice
- Ministerul Economiei
- Ministerul Educației Naționale
- Ministerul Energiei
- Ministerul Finanțelor Publice
- Ministerul Fondurilor Europene
- Ministerul Justiției
- Ministerul Mediului și Schimbărilor Climatice
- Ministerul Muncii și Justiției Sociale
- Ministerul pentru Mediul de Afaceri, Comerț și Antreprenoriat
- Ministerul Sănătății
- Ministerul Tineretului și Sportului
- Ministerul Transporturilor și Infrastructurii (redenumire în Ministerul Transportului)
- Ministerul Turismului

### Cabinetul Viorica Dăncilă
21 ministere
- Ministerul Afacerilor Externe
- Ministerul Afacerilor Interne
- Ministerul Agriculturii și Dezvoltării Rurale
- Ministerul Apărării Naționale (redenumit în Ministerul Apărării)
- Ministerul Apelor și Pădurilor (desființat)
- Ministerul Cercetării și Inovării (desființat)
- Ministerul Culturii și Identității Naționale (redenumit în Ministerul Culturii)
- Ministerul Dezvoltării Regionale și Administrației Publice (redenumit în Lucrările Publice, Dezvoltării și Administrației)
- Ministerul Economiei (redenumit în Ministerul Economiei, Energiei și Mediului de Afaceri)
- Ministerul Educației Naționale (redenumit în Ministerul Educației și Cercetării)
- Ministerul Energiei (desființat)
- Ministerul Finanțelor Publice
- Ministerul Fondurilor Europene
- Ministerul Justiției
- Ministerul Mediului și Schimbărilor Climatice (redenumit în Ministerul Mediului, Apelor și Pădurilor)
- Ministerul Muncii și Justiției Sociale (redenumit în Ministerul Muncii și Protecției Sociale)
- Ministerul pentru Mediul de Afaceri, Comerț și Antreprenoriat (desființat)
- Ministerul Sănătății
- Ministerul Tineretului și Sportului
- Ministerul Transportului (redenumit în Ministerul Transporturilor, Infrastructurii și Comunicațiilor)
- Ministerul Turismului (desființat)

### Cabinetul Ludovic Orban I
16 cabinete
- Ministerul Afacerilor Externe
- Ministerul Afacerilor Interne
- Ministerul Agriculturii și Dezvoltării Rurale
- Ministerul Apărării
- Ministerul Culturii
- Ministerul Educației și Cercetării
- Ministerul Economiei, Energiei și Mediului de Afaceri
- Ministerul Finanțelor Publice
- Ministerul Fondurilor Europene
- Ministerul Justiției
- Ministerul Lucrărilor Publice, Dezvoltării și Administrației
- Ministerul Mediului, Apelor și Pădurilor
- Ministerul Muncii și Protecției Sociale
- Ministerul Sănătății
- Ministerul Tineretului și Sportului
- Ministerul Transporturilor, Infrastructurii și Comunicațiilor

### Cabinetul Ludovic Orban II
16 ministere
- Ministerul Afacerilor Externe
- Ministerul Afacerilor Interne
- Ministerul Agriculturii și Dezvoltării Rurale
- Ministerul Apărării (redenumit în Ministerul Apărării Naționale)
- Ministerul Culturii
- Ministerul Educației și Cercetării (redenumit în Ministerul Educației)
- Ministerul Economiei, Energiei și Mediului de Afaceri (redenumit în Ministerul Economiei, Antreprenoriatului și Turismului)
- Ministerul Finanțelor Publice
- Ministerul Fondurilor Europene (redenumit în Ministerul Investițiilor și Proiectelor Europene)
- Ministerul Justiției
- Ministerul Lucrărilor Publice, Dezvoltării și Administrației (redenumit în Ministerul Dezvoltării, Lucrărilor Publice și Administrației)
- Ministerul Mediului, Apelor și Pădurilor
- Ministerul Muncii și Protecției Sociale
- Ministerul Sănătății
- Ministerul Tineretului și Sportului
- Ministerul Transporturilor, Infrastructurii și Comunicațiilor (redenumit în  Ministerul Transporturilor și Infrastructurii)

### Cabinetul Florin Cîțu
18 ministere
- Ministerul Afacerilor Externe
- Ministerul Afacerilor Interne
- Ministerul Agriculturii și Dezvoltării Rurale
- Ministerul Apărării Naționale
- Ministerul Cercetării, Inovării și Digitalizării (creat)
- Ministerul Culturii
- Ministerul Dezvoltării, Lucrărilor Publice și Administrației
- Ministerul Economiei, Antreprenoriatului și Turismului (redenumit în Ministerul Economiei)
- Ministerul Educației
- Ministerul Energiei (creat)
- Ministerul Finanțelor Publice (redenumit în Ministerul Finanțelor)
- Ministerul Investițiilor și Proiectelor Europene
- Ministerul Justiției
- Ministerul Mediului, Apelor și Pădurilor
- Ministerul Muncii și Protecției Sociale (redenumit în Ministerul Muncii și Solidarității Sociale)
- Ministerul Sănătății
- Ministerul Tineretului și Sportului (redenumit în Ministerul Sportului)
- Ministerul Transporturilor și Infrastructurii

### Cabinetul Nicolae Ciucă
19 ministere
- Ministerul Afacerilor Externe
- Ministerul Afacerilor Interne
- Ministerul Agriculturii și Dezvoltării Rurale
- Ministerul Antreprenoriatului și Turismului (creat și ulterior desființat)
- Ministerul Apărării Naționale
- Ministerul Cercetării, Inovării și Digitalizării
- Ministerul Culturii
- Ministerul Dezvoltării, Lucrărilor Publice și Administrației
- Ministerul Economiei (redenumit în Ministerul Economiei, Antreprenoriatului și Turismului)
- Ministerul Educației
- Ministerul Energiei
- Ministerul Familiei, Tineretului și Egalității de Șanse
- Ministerul Finanțelor
- Ministerul Investițiilor și Proiectelor Europene
- Ministerul Justiției
- Ministerul Mediului, Apelor și Pădurilor
- Ministerul Muncii și Solidarității Sociale
- Ministerul Sănătății
- Ministerul Sportului

### Cabinetul Marcel Ciolacu I
18 ministere
- Ministerul Afacerilor Externe
- Ministerul Afacerilor Interne
- Ministerul Agriculturii și Dezvoltării Rurale
- Ministerul Apărării Naționale
- Ministerul Cercetării, Inovării și Digitalizării (desființat)
- Ministerul Culturii
- Ministerul Dezvoltării, Lucrărilor Publice și Administrației
- Ministerul Economiei, Antreprenoriatului și Turismului (redenumit în Ministerul Economiei, Digitalizării, Antreprenoriatului și Turismului)
- Ministerul Educației (redenumit în Ministerul Educației și Cercetării)
- Ministerul Energiei
- Ministerul Familiei, Tineretului și Egalității de Șanse (desființat)
- Ministerul Finanțelor
- Ministerul Investițiilor și Proiectelor Europene
- Ministerul Justiției
- Ministerul Mediului, Apelor și Pădurilor
- Ministerul Muncii și Solidarității Sociale (redenumit în Ministerul Muncii, Familiei, Tineretului și Solidarității Sociale[1])
- Ministerul Sănătății
- Ministerul Transporturilor și Infrastructurii

### Cabinetul Marcel Ciolacu II
16 ministere
- Ministerul Afacerilor Externe
- Ministerul Afacerilor Interne
- Ministerul Agriculturii și Dezvoltării Rurale
- Ministerul Apărării Naționale
- Ministerul Culturii
- Ministerul Dezvoltării, Lucrărilor Publice și Administrației
- Ministerul Economiei, Digitalizării, Antreprenoriatului și Turismului
- Ministerul Educației și Cercetării
- Ministerul Energiei
- Ministerul Finanțelor
- Ministerul Investițiilor și Proiectelor Europene
- Ministerul Justiției
- Ministerul Mediului, Apelor și Pădurilor
- Ministerul Muncii, Familiei, Tineretului și Solidarității Sociale
- Ministerul Sănătății
- Ministerul Transporturilor și Infrastructurii

## Președintele Nicușor Dan

### Cabinetul Marcel Ciolacu II
16 ministere
- Ministerul Afacerilor Externe
- Ministerul Afacerilor Interne
- Ministerul Agriculturii și Dezvoltării Rurale
- Ministerul Apărării Naționale
- Ministerul Culturii
- Ministerul Dezvoltării, Lucrărilor Publice și Administrației
- Ministerul Economiei, Digitalizării, Antreprenoriatului și Turismului
- Ministerul Educației și Cercetării
- Ministerul Energiei
- Ministerul Finanțelor
- Ministerul Investițiilor și Proiectelor Europene
- Ministerul Justiției
- Ministerul Mediului, Apelor și Pădurilor
- Ministerul Muncii, Familiei, Tineretului și Solidarității Sociale
- Ministerul Sănătății
- Ministerul Transporturilor și Infrastructurii

### Cabinetul Ilie Bolojan
16 ministere
- Ministerul Afacerilor Externe
- Ministerul Afacerilor Interne
- Ministerul Agriculturii și Dezvoltării Rurale
- Ministerul Apărării Naționale
- Ministerul Culturii
- Ministerul Dezvoltării, Lucrărilor Publice și Administrației
- Ministerul Economiei, Digitalizării, Antreprenoriatului și Turismului
- Ministerul Educației și Cercetării
- Ministerul Energiei
- Ministerul Finanțelor
- Ministerul Investițiilor și Proiectelor Europene
- Ministerul Justiției
- Ministerul Mediului, Apelor și Pădurilor
- Ministerul Muncii, Familiei, Tineretului și Solidarității Sociale
- Ministerul Sănătății
- Ministerul Transporturilor și Infrastructurii